# 杭州君悦酒店

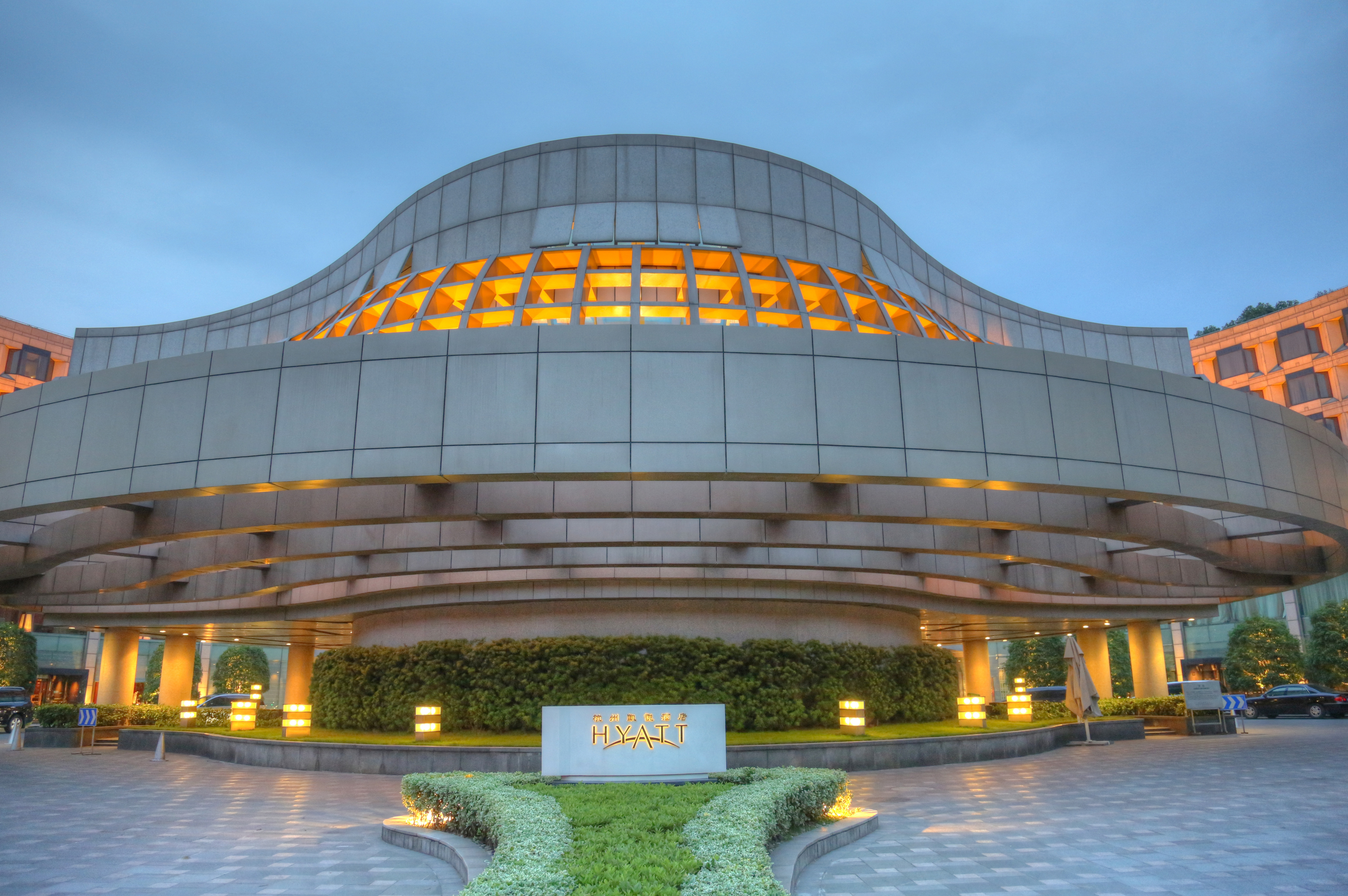
凯悦酒店正门，2012年5月拍摄

杭州君悦酒店（Grand Hyatt Hangzhou）位于杭州市湖滨路28号，西湖东岸，靠近西湖音乐喷泉和湖滨商圈，是属于凯悦国际酒店旗下的豪华酒店。前身是2005年开业的杭州凯悦酒店，经历18个月的升级装修后，于2018年12月更名为杭州君悦酒店。

## 简介
酒店拥有380余间豪华客房、套房，7个不同风格的餐厅及酒吧，400平米的屋顶花园，以及水疗健身中心、室内温控泳池、健身中心等配套设施。

## 交通
可乘杭州地铁1号线至龙翔桥站B口到达。

## 附近
- 湖滨公园
- 湖滨银泰in77A区